# De Moeren (België)
De Moeren is een klein landelijk polderdorpje in het westen van de Belgische provincie West-Vlaanderen en een deelgemeente van Veurne. Het dorp is gelegen op de gelijknamige droogmakerij, die verder ook nog de Franse gemeente De Moeren (Frankrijk) (Les Moëres) en een deel van Adinkerke omvat. Het dorp heeft geen echte kern; het gemeentehuis was gevestigd in het klein gehuchtje Moeresmisse. De ruim 100 inwoners wonen vooral in de boerderijen verspreid over het landelijk gebied. Het diepste punt van De Moeren (ongeveer 0 meter TAW-hoogte, ruim twee meter onder gemiddeld zeeniveau) is tevens het diepste punt van België.

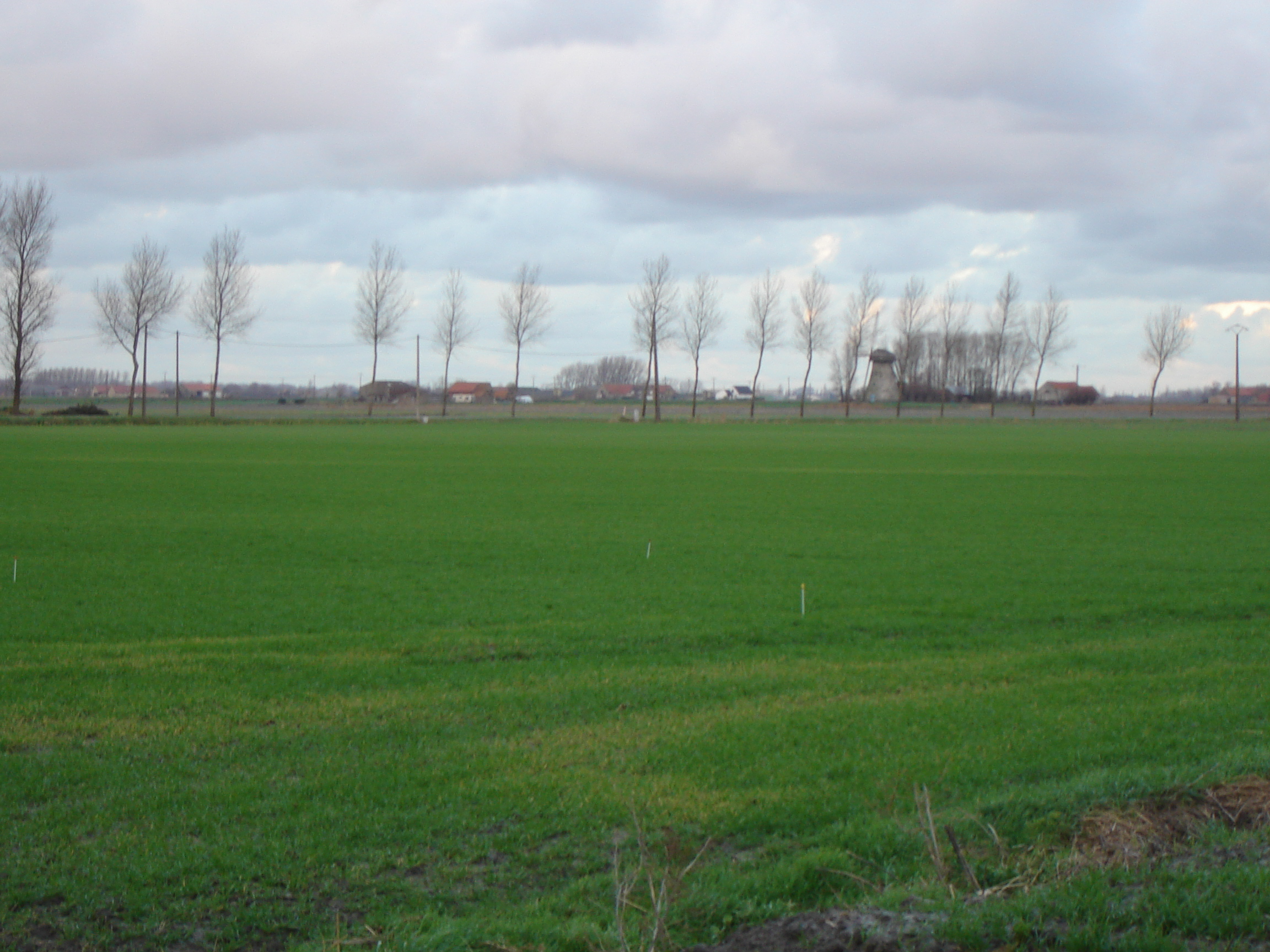
Landschap van De Moeren, met de Sint-Karelsmolen.
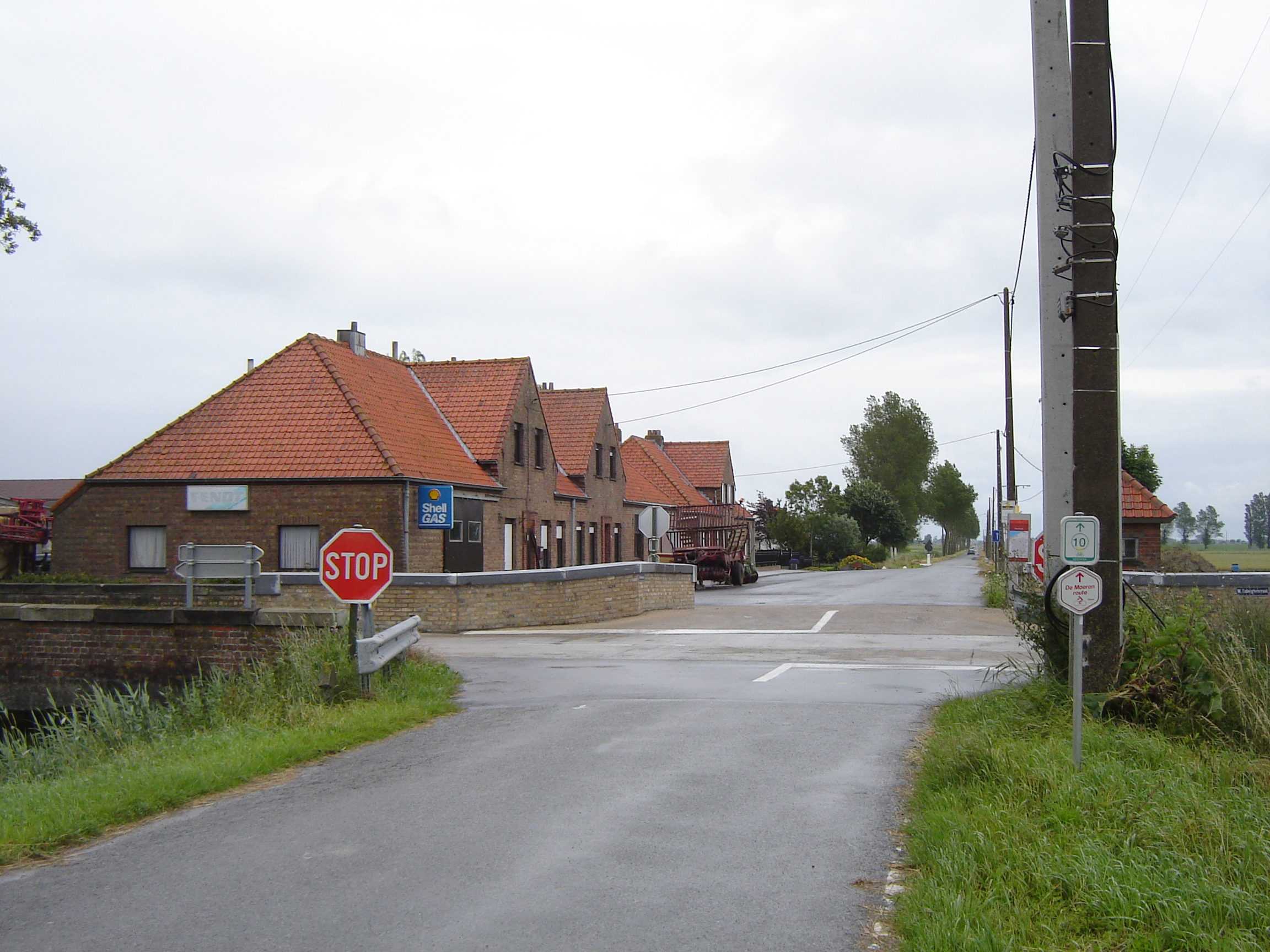
Kruispunt Moeresmisse.

## Geschiedenis
Aan het einde van de middeleeuwen bestond het gebied van De Moeren uit een laaggelegen moeraslandschap met twee grote poelen, de Kleine en de Grote Moere. Al vanaf het begin van de zeventiende eeuw is er getracht De Moeren in te polderen; hoewel dat enkele malen gelukt is, werd het gebied later toch weer overstroomd. Pas in 1826 werd het definitief drooggelegd. Thans behoren de Moeren tot de rijkste landbouwgronden van Veurne-Ambacht.

## Bezienswaardigheden
- De Moeren, een historische droogmakerij
- Sint-Karelsmolen, de enige nog werkende vijzelmolen van België
- Sint-Gustaafsmolen, molenrestant
- Kasteel Sint-Flora met park

## Natuur en landschap
De Moeren omvat het Belgische deel van een droogmakerij, genaamd De Moeren. Deze droogmakerij ligt op een hoogte van ongeveer 0 meter. Het is een landbouwgebied dat door een raster van wegen en sloten wordt ontsloten.

## Demografische ontwikkeling
Bronnen: NIS, www.westhoek.be en Stad Veurne. Opm:1806 t/m 1991=volkstellingen; 1999=inwoneraantal op 1 januari; 2008=inwoneraantal op 14 februari; 2011=inwoneraantal op 14 juni

## Nabijgelegen kernen
Les Moëres, Adinkerke, Houtem, Bulskamp